# Nebria maritima
Nebria (Nebriola) maritima – gatunek chrząszcza z rodziny biegaczowatych, rodzaju lesz (Nebria) i podrodzaju Nebriola. Bywa także traktowany jako podgatunek Nebria (Nebriola) laticollis i wówczas stosowana jest nazwa Nebria (Nebriola) laticollis maritima.

## Występowanie
Gatunek jest endemiczny dla Francji.